# Micheline Presle
Micheline Presle, właśc. Micheline Nicole Julia Émilienne Chassagne (ur. 22 sierpnia 1922 w Paryżu, zm. 21 lutego 2024 w Nogent-sur-Marne) – francuska aktorka filmowa.

## Życiorys
Laureatka honorowego Cezara za całokształt twórczości (2004). Była jedną z ostatnich francuskich aktorek, które zaczynały karierę jeszcze w latach 30. XX wieku.
Była nominowana do nagrody Cezara za drugoplanową rolę w filmie Chcę wracać do domu (1989) w reżyserii Alaina Resnais.
Była matką reżyserki i scenarzystki filmowej Tonie Marshall, nagrodzonej Cezarem za najlepszą reżyserię (2000). Zagrała w kilku filmach nakręconych przez córkę.
Zasiadała w jury konkursu głównego podczas 12. MFF w Cannes (1959). Przewodniczyła obradom jury Złotej Kamery podczas 46. MFF w Cannes (1993).

## Filmografia
- Komedia szczęścia (1940) jako Lydia
- Piękna przygoda (1942) jako Françoise Pimbrache
- Zabawna historia (1944) jako Félicie Nanteuil
- Ludzie i manekiny (1945) jako Micheline Lafaurie
- Baryłeczka (1945) jako Élisabeth Rousset
- Kości rzucone (1947) jako Eva Charlier
- Diabeł wcielony (1947) jako Marthe Grangier
- Amerykańska partyzantka na Filipinach (1950) jako Jeanne Martinez
- Ostatnie dni Pompei (1950) jako Helena
- Przygody kapitana Fabiana (1951) jako Lea Mariotte
- Zakochani z Villa Borghese (1953) jako Valeria Valenzano
- Gdyby Wersal mógł mi odpowiedzieć (1954) jako Madame Pompadour
- Napoleon (1955) jako Hortensja de Beauharnais
- Panna młoda jest zbyt piękna (1956) jako Judith Aurigault
- Christine (1958) jako baronowa Lena Eggersdorf
- Inspektor Morgan prowadzi śledztwo (1959) jako Jacqueline Cousteau
- Baron na śluzie (1960) jako Perle Germain-Joubert
- Pięciodniowy kochanek (1961) jako Madeleine
- Zabójca (1961) jako Adalgisa De Matteis
- Siedem grzechów głównych (1962) jako matka
- Diabelskie sztuczki (1962) jako Micheline Allan
- Cesarska Wenus (1963) jako Joséphine
- Nagroda (1963) jako dr Denise Marceau
- Polowanie na mężczyznę (1964) jako Isabelle Lartois, kochanka Juliena
- Zakonnica (1966) jako pani de Moni
- Król Kier (1966) jako madame Eglantine
- Bal u hrabiego d’Orgel (1970) jako madame de Séryeuse
- Księżniczka w oślej skórze (1970) jako królowa Kier
- Królowe Dzikiego Zachodu (1971) jako ciotka Amelia
- Największe wydarzenie od czasu, gdy człowiek stanął na księżycu (1973) jako dr Delavigne
- Wakacyjne harce (1974) jako Laurence
- Ty mnie trzymasz, ja cię trzymam za bródkę (1978) jako Mlle Chagrin
- Cudza krew (1984) jako pani Monge
- Złodzieje nocą (1984) jako Genevieve
- Chcę wracać do domu (1989) jako Isabelle Gauthier
- Fanfan (1993) jako Maude
- Nędznicy (1995) jako matka przełożona
- Dzieci łajdaka (1996) jako matka Sophie
- 1001 przepisów zakochanego kucharza (1997) jako Marcelle Ichak
- Hrabia Monte Christo (1998; serial TV) jako madame de Saint-Méran
- Salon piękności Venus (1999) jako ciotka Maryse
- Francuski sklep (2003) jako Nicole
- Kociak (2003) jako matka Stanislasa
- Człowiek i jego pies (2009) jako bezdomna
- Na południe (2009) jako babcia
- Seks, miłość i terapia (2014) jako oburzona pani na ulicy